# Norrvidinge
Norrvidinge är en ort och kyrkby i Norrvidinge socken i Svalövs kommun i Skåne. Den ligger intill Länsväg 108 ungefär halvvägs mellan Kävlinge och Marieholm och cirka fem kilometer söder om Teckomatorp. Från 2015 avgränsar SCB här två småorter.

## Historia
Den medeltida byn hade troligen ungefär samma läge som dagens bebyggelse. Åtminstone överensstämmer byns utbredning med den före enskiftet. Enskiftet genomfördes 1813, sedan fanns sex gårdar kvar i byn liksom 10-15 gatuhus. Den 20 augusti 1852 bröt elden ut i byn och 6 ganska stora gårdar och tio större och mindre bebodda hus blev lågornas rov. Det blåste nästan full storm från öster och elden började i det östligaste huset. 20 familjer blev hemlösa. Detta år var en tidig höstskörd så nästan allt var skördat.  Endast potatisen var inte skördad, så det blev att skaffa mat till både folk och djur. Branden 1852 ödelade hela byn utom ett hus och kyrkan. Efter branden flyttades de resterande gårdarna ut ur byn. Gatusträckningen bevarades och en ny bebyggelse med nya gatuhus växte fram. 1886 drogs järnvägslinjen Billesholm-Malmö och en station förlades 1912 nordväst om kyrkan. Det senare stationsanläggandet gjorde att Norrvidinge inte fick samma utveckling som stationssamhällena Marieholm och Teckomatorp.
Norrvidinge kyrka ligger i den västra delen. Norrvidinges nuvarande kyrka byggdes någon gång under 1100-talet då den ersatte en äldre träkyrka på samma plats. Träkyrkan har dateras till 1060 efter fyndet av en stavplanka inmurad i kyrkans östra korgavel. Betydande arkeologiska fynd i närområdet tyder på en omfattande bebyggelse redan under yngre järnålder. Kyrkan kan ha  föregåtts av en äldre hednisk kultplats. 1100-talets kyrka byggdes av kvaderhuggen sten och dess äldsta delar består av långhus, kor och absid.
Av ovanstående framgår att byn saknar äldre bebyggelsen än från 1800-talet, förutom kyrkan.

### Affärer i byn
- På Norrvidinge nr 13 fanns 1864 handlanden Hans Andersson född 1834 i Högestorp.
- 1880 Per Påhlsson född 1851 i Norrvidinge
- 1903 Sven Påhlsson född 1855 i Norrvidinge (eventuellt bror till Per Pålsson)
- Han avlöstes den 19 maj 1913 av Anton Svensson, född 1883 i Höör, som föreståndare. Ägaren var Oskar Hansson i Löddeköpinge.
- 29 mars 1923 blir Bernhard Larsson från Hög föreståndare till 4 januari 1924
- 4 januari 1924 Olof Håkansson, född 18 februari 1884 i Ö Broby. Han inflyttade närmast från Håslöv och köpte affären.
- Sonen Inge Håkansson tog över och byggde den nya affären, sedan drev familjen den vidare tills den stängdes omkring år 2000

### Beskrivning 1932
Norrvidinge: By i Malmöhus län, Norrvidinge landskommun, Byn har station vid järnvägslinjen Göteborg—Malmö, poststation 31; Byn har 31 jordbruksfastigheter, och 48 andra fastigheter.
Taxeringsvärde för jordbruksfastigheter 1 243 700 kr. (jordbruksvärde), för andra fastigheter 183 900.
- Norrvidinge nr 1, 5/8 mantal, kallas Ådala, äges av Otto V. Nilsson; areal 30,8 hektar, därav 28,5 åker, taxeringsvärde 75 600 kr i jordbruksvärde
- Norrvidinge nr 3, 3/8 mantal och nr 2, 1/14 mantal, kallas Bäckebo, ägare Jöns Kärstensson; areal 44,9 hektar (åker), taxeringsvärde å  jordbruksfastighet 107 300 kr jordbruksvärde.

- Norrvidinge nr 5, 21/56 mantal, tillhör Anna Persson; areal 33,7 har, därav 31,1 åker, taxerat till jordbruksvärde 56 700 kr.
- Norrvidinge nr 6, 3/8 mantal, ägare Nils Alfred Nilsson; areal 29,1 hektar, därav 26,3 åker, taxerat till jordbruksvärde 73 300 kr.
- Norrvidinge nr 7, 3/8 mantal, tillhör Per Persson; areal 28,4 hektar, därav 28,3 åker, taxerat till 68 000 kr i jordbruksvärde och å andra fastigheter 500.
- Norrvidinge nr 8, 349/2048 mantal, äges av Johan Jönssons stärbhus; areal 41,5 har, därav 41,1 åker, taxerat till 85 200 kr jordbruksvärde.
- Norrvidinge nr 9, 1/8 mantal, tillhör Nils Anderssons stärbhus; areal 25 har (åker), taxerat till 55 000 kr jordbruksvärde.
- Norrvidinge nr 10, 1/8 mantal, ägare Nils Karlsson; areal 25,5 har (åker), taxerat till  52 700 kr i jordbruksvärde.
- Norrvidinge nr 14, 3/16 mantal, tillhör Nils P. Borglund; areal 41,7 har (åker), taxerat till 93 200 kri jordbruksvärde.
- Norrvidinge nr 16, 297/800 mantal, samt nr 3, 114/1000 mantal, äges av Mauritz Nilsson; areal 74,9 har, därav 70,4 åker, taxerat till 131 500 kr i jordbruksvärde.
- Norrvidinge  nr 18, 1/4 mantal, ägare  Lars Persson, Torup; areal 50,5 hektar, därav 48 åker, taxerat till 120 000 kr jordbruksvärde.
- Norrvidinge nr 13, 3/4 mantal, och nr 17, torp, kyrkoherdeboställe; areal 53,1 hektar, därav 52,3 åker, taxerat till 72 500 kr i jordbruksvärde samt för andra fastigheter 22 000, och tomter 10 400.

## Den moderna byn
Byns struktur 2020 uppvisar förhållandet efter skiftet med ett byggnadsbestånd bestående av gatuhus av varierande men relativt låg ålder och utseende. Folkskolan i gult och rött tegel ligger mitt i byn. Med anläggandet av järnvägen Malmö-Billesholm 1886 anlades Norrvidinge station nordväst om kyrkbyn. Ett mindre samhälle uppstod kring stationsbyggnaden, som uppfördes 1912.
Henning Sjunnesson skildrar i Onsjöbygdens hembygdsskrift 2005 hur ett ålderdomshem byggdes 1931 vid järnvägsövergången i Norrvidinge mot Östergården, efter att den gamla kommungården i Trää som legat där sedan 1893 ansetts otidsenlig. Stämpeln ”fattiggården” följde dock med och många svalt och for illa hellre än att hamna där. Bara de som saknade anhöriga hamnade på ålderdomshemmet. Många fattiga och sjuka fick klara sig bäst de kunde. Hemmet var i bruk till 1976.
I skolan driver Blichers friskola sin verksamhet sedan starten hösten 2004. Bara två elever fanns inledningsvis inskrivna, en skara som snart blev sex. 2008 var de 28. Skolan fungerar också som hvb-hem (hem för vård eller boende). De flesta av eleverna bor inte på skolan. Sju av eleverna bodde 2008 på platsen i veckan. Länsstyrelsen har bara tillåtit för sju ungdomar att bo på skolan. De nuvarande eleverna är fördelade på årskurserna sex till nio. Rektor Birgitte Blicher är nöjd med att elevantalet ökat rejält. Skolan kan hålla sig med en egen specialpedagog och den har flera kompetenser. 2016 förvärvade Nytida verksamheten.
Järnvägen finns kvar men det planeras ingen station i Norrvidinge då banan öppnas för persontrafik. Lomma, Flädie, Furulund, Svalöv och Kågeröd blir däremot stationer.